# Уиксов многопер
Уиксовите многопери (Polypterus weeksii) са вид животни от семейство Многоперкови (Polypteridae).
Те са незастрашен вид.
Таксонът е описан за пръв път от Жорж Албер Буланже през 1898 година.